# 中洲基督教堂
26°2′59.147″N 119°18′44.813″E / 26.04976306°N 119.31244806°E

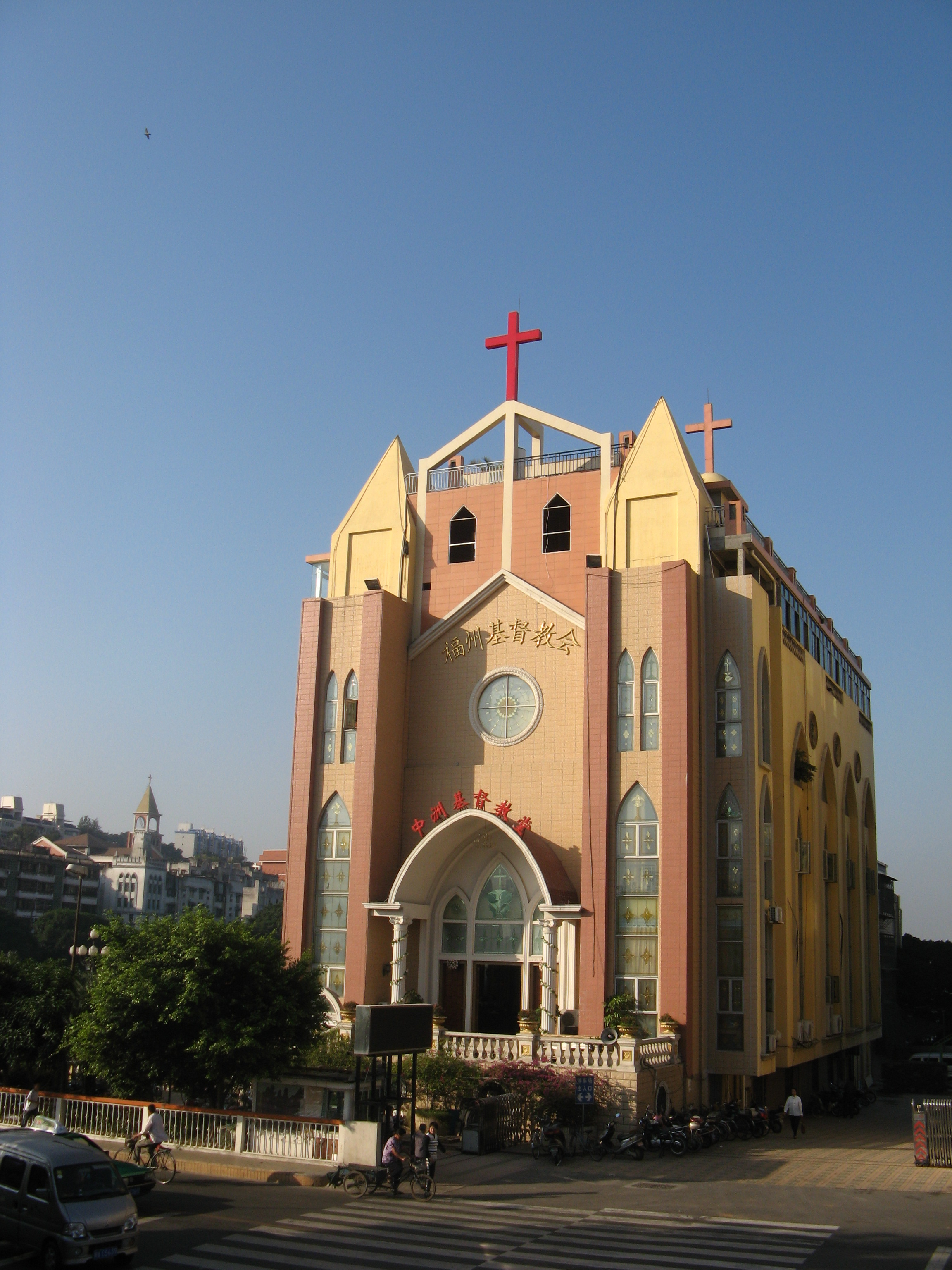
中洲堂

中洲基督教堂（平話字：Dŏng-ciŭ Gĭ-dók-gáu-dòng）是中国第一处地方教会——福州教会所建最大的一个聚会所。

## 歷史

### 大復興
1948年，福州教会发生大复兴，信徒人数大量增加，于是倪柝声将「中洲岛中东巷24号」祖产奉献出来改建成福州教会第二个聚会所，面积600平方米，可容纳1,000人聚会，规模大于津门路聚会所。后期由郑证光长老负责。

### 1949年以後
1949年－1951年间，为中洲聚会所的鼎盛时期，聚会的信徒约有1,400多人。1952年倪柝声被捕后，参加聚会的信徒逐渐减少，1956年1月，在肃反运动中又有一批地方教会领袖被捕，聚会处信徒减至100多人。

#### 文革時期
1966年文革中被关闭。会所被船民占用。

#### 1980年代以後
1980年恢复聚会，但此时聚会所内仍住着32户居民，信徒还无法使用。到1990年才搬走聚会所内的所有占用的居民，收回中洲聚会处。1993年，中洲岛改建为公园，800多户居民迁出，只保留中洲聚会处，并配合公园修建得更美观。1994年有信徒2,000人。现名中洲基督教堂。2000年－2002年，港商张礼星开发中洲岛，该教堂由东侧移位到西侧，占地面积被减少一半，重建完毕后，根据“榕民宗[2003]57号”文件，信徒们终于依法搬进新堂聚会。教会的负责弟兄是叶祖德先生。
2023年中洲島景觀改造，中洲基督教堂被拆遷，計劃在閩江南岸的南江滨西大道南侧地段重建。現聚會場所位於烟台山的观井路创意园内。